# Leslie Martin
Sir John Leslie Martin KBE (* 17. August 1908 in Manchester; † 28. Juli 2000) war ein englischer Architekt, und Vertreter des sogenannten International Style.

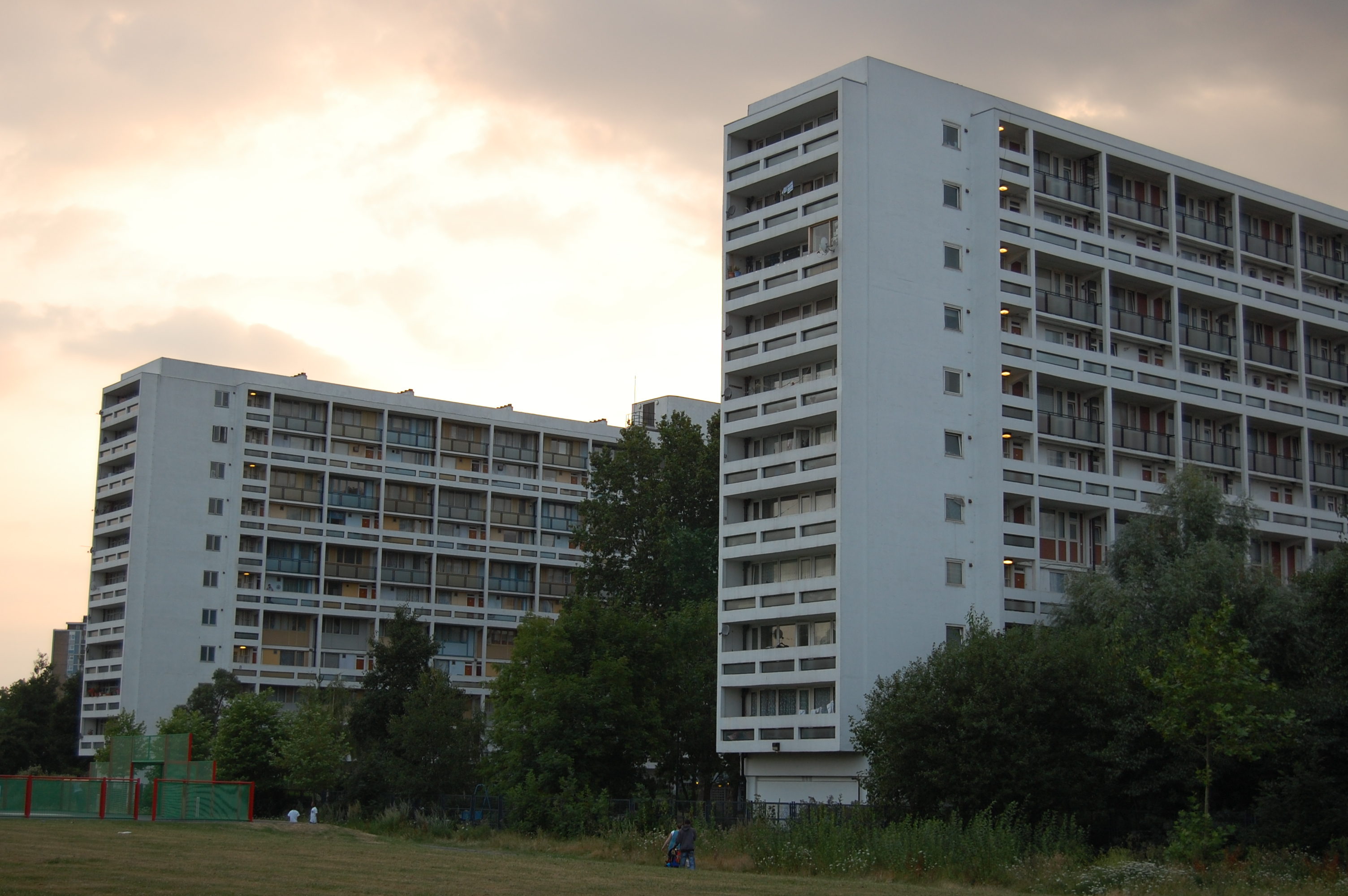
The Loughborough Estate in Brixton

## Leben
Nach dem Studium an der Universität in Manchester, lehrte Leslie Martin an der University of Hull. Im Jahre 1937 gab er mit Ben Nicholson und Naum Gabo die Zeitschrift Circle heraus; diese Zeitschrift rezensierte avantgardistische abstrakte Kunst und Architektur.
Im Jahre 1948 wählte Hugh Casson ihn aus, um in einem Team von Designern die Royal Festival Hall in London zu bauen; dieses Projekt war Teil des prestigeträchtigen Bauprojekts Festival of Britain. Im Jahre 1950 war Martin auch für das Design des Loughborough Estate in Brixton, im Süden Londons verantwortlich.
Ab 1956 war Martin Leiter der Architecture School an der University of Cambridge, und Colin St. John Wilson war sein Assistent. Martin und Wilson planten eine Reihe von akademischen Gebäuden in Cambridge: das Studentenwohnheim Harvey Court für das Gonville and Caius College, das William Stone Building für Peterhouse, und die Pendlebury Library of Music; in Oxford: die St. Cross faculty libraries, an der St. Cross Road, für die Oxford University. Eines seiner späteren Bauprojekte war der Erweiterungsbau der Kettle’s Yard Kunstgalerie.